# Liste der Monuments historiques in Liart
Die Liste der Monuments historiques in Liart führt die Monuments historiques in der französischen Gemeinde Liart auf.

## Liste der Immobilien
| Bezeichnung       | Beschreibung            | Standort                  | Kennzeichnung | Schutzstatus | Datum | Bild           |
| ----------------- | ----------------------- | ------------------------- | ------------- | ------------ | ----- | -------------- |
| Kirche Notre-Dame | aus dem 16. Jahrhundert | Place de la Mairie (Lage) | PA00078458    | Inscrit      | 1926  | weitere Bilder |

## Liste der Objekte
| Bezeichnung        | Beschreibung                         | Standort                        | Kennzeichnung | Schutzstatus | Datum | Bild |
| ------------------ | ------------------------------------ | ------------------------------- | ------------- | ------------ | ----- | ---- |
| Zwei Feldschlangen | Gusseisen, Ende des 16. Jahrhunderts | in der Kirche Notre-Dame (Lage) | PM08000293    | Classé       | 1929  |      |